# Птаххотеп
Птаххотеп (єгипет. ptḥ ḥtp piˈtaħħaːtip «прихильний Птаху») — давньоєгипетський сановник, що жив під час правління V династії Стародавнього царства (XXV—XXIV ст. до н. е.). Птаххотеп є одним з великих стародавніх мудреців.

## Біографія
Птаххотеп був великим управителем під час правління фараона Джедкара Ісесі (V династія, Стародавнє царство). Тоді він обіймав найвищу посаду в Древньому Єгипті. Титули Птаххотепа вказують на те, що він був правою рукою фараона. Він управляв столицею та був хранителем царської печатки, суддею, верховним жерцем, переписувачем священних книг, керівником усіх царських робіт, начальником писарів, наглядачем двох зерносховищ. Птаххотеп управляв двома Білими домами (тобто був скарбником Верхнього і Нижнього Єгипту), наглядачем за похованнями.[джерело?]
У Птаххотепа був син Ахетхотеп і внук Птаххотеп II Чефі, які також були при владі під час правління фараона Уніса. Птаххотеп був похований у гробниці періоду Раннього і Стародавнього царств у Північній Саккарі. Гробниця мала форму зсіченої піраміди з підземною поховальною камерою та декількома приміщеннями всередині. Стіни гробниці традиційно покривалися рельєфами і розписами. Гробниця, де був похований Птаххотеп була виявлена в XIX столітті французьким єгиптологом Огюстом Маріеттом. У ній же був похований і його внук Птаххотеп ІІ.

## «Повчання Птаххотепа»
Птаххотепу приписується авторство «Повчань Птаххотепа» — давньоєгипетського літературного твору на папірусі, який є єдиним дидактичним твором часів Стародавнього царства. Птахотеп — візир одного з фараонів V династії — звертається наприкінці життя до правителя з проханням дозволити залишити повчання нащадкам. Він вважає основою державного буття соціальну ієрархію. Водночас, ті, хто перебувають на нижчих щаблях соціальної драбини, повинні «перед вищими опустити руки і зігнути спину». І далі: «Згинай покірно свою спину перед твоїм начальником… І тоді дім твій простоїть довго, і все, що в домі, збережеться, і нагорода тобі буде відповідна. Погано бути впертим у ставленні до начальника. Жити спокійно можна лише тоді, коли начальник ласкавий до нас. Якщо ти в покорі слухаєш начальника, ти добре чиниш щодо бога». Це перша філософська праця, що дійшла до нашого часу.[джерело?]
«Повчання Птаххотепа» багаторазово копіювалися дітьми в школах при навчанні. Твір є повчанням мудреця своєму синові. Автор «Повчань Птаххотепа» засуджує жадність і користолюбство, підкреслюючи, що після смерті багатство не допоможе, яку б розкішну гробницю не збудував собі користолюбець: перед судом бога Осіріса. Значення мають вчинки людини, а не скарби. Птаххотеп закликає молодих хлопців прагнути до знань і виявляти увагу до своїх дружин.[джерело?]

## У популярній культурі
У серії «Прокляття Птаххотепа» телесеріалу «Квантовий стрибок» Сем Беккетт потрапляє в тіло археолога, що виявив гробницю Птаххотепа.